# Astragalus lasiocalyx
Astragalus lasiocalyx är en ärtväxtart som beskrevs av Nikolai Fedorovich Gontscharow. Astragalus lasiocalyx ingår i släktet vedlar, och familjen ärtväxter. Inga underarter finns listade i Catalogue of Life.